# Cruzeiro do Sul (Uberlândia)

Cruzeiro do Sul é um bairro periférico da Zona Norte de Uberlândia, e está localizado à 8 km do centro da cidade.
- O Cruzeiro do Sul está integrado atualmente no bairro Nossa Senhora das Graças, também na zona norte.[1][2]

## História do bairro Cruzeiro
- O Cruzeiro do Sul é predominantemente residencial. É uma pequena vila, ao lado do Distrito Industrial da zona norte de Uberlândia. Tem uma grande área desocupada ao redor, além de áreas de preservação ambiental.
- Tem uma praça com a igreja em frente, a Paróquia Sagrada Família, fazendo com o que o bairro pareça uma pacata cidade de interior.[3]
- Há também uma quadra de esportes. Além da Escola Estadual Conjunto Habitacional Cruzeiro do Sul, na rua Alvacaz e EMEI Cruzeiro do Sul, na rua Lourdes Bernardes Garcia.[4][5]
- O bairro conta com um ecoponto, para descartes de entulhos e outros materiais, na rua Central.[6]

## Principal acesso ao Cruzeiro
- O principal e quase único acesso ao bairro Cruzeiro, é pela Avenida Antônio Thomaz Ferreira de Rezende. Além, da rua Central, que só pode ser acessada ao adentrar o bairro Nossa Senhora das Graças.